# Christuskirche (Hanau)

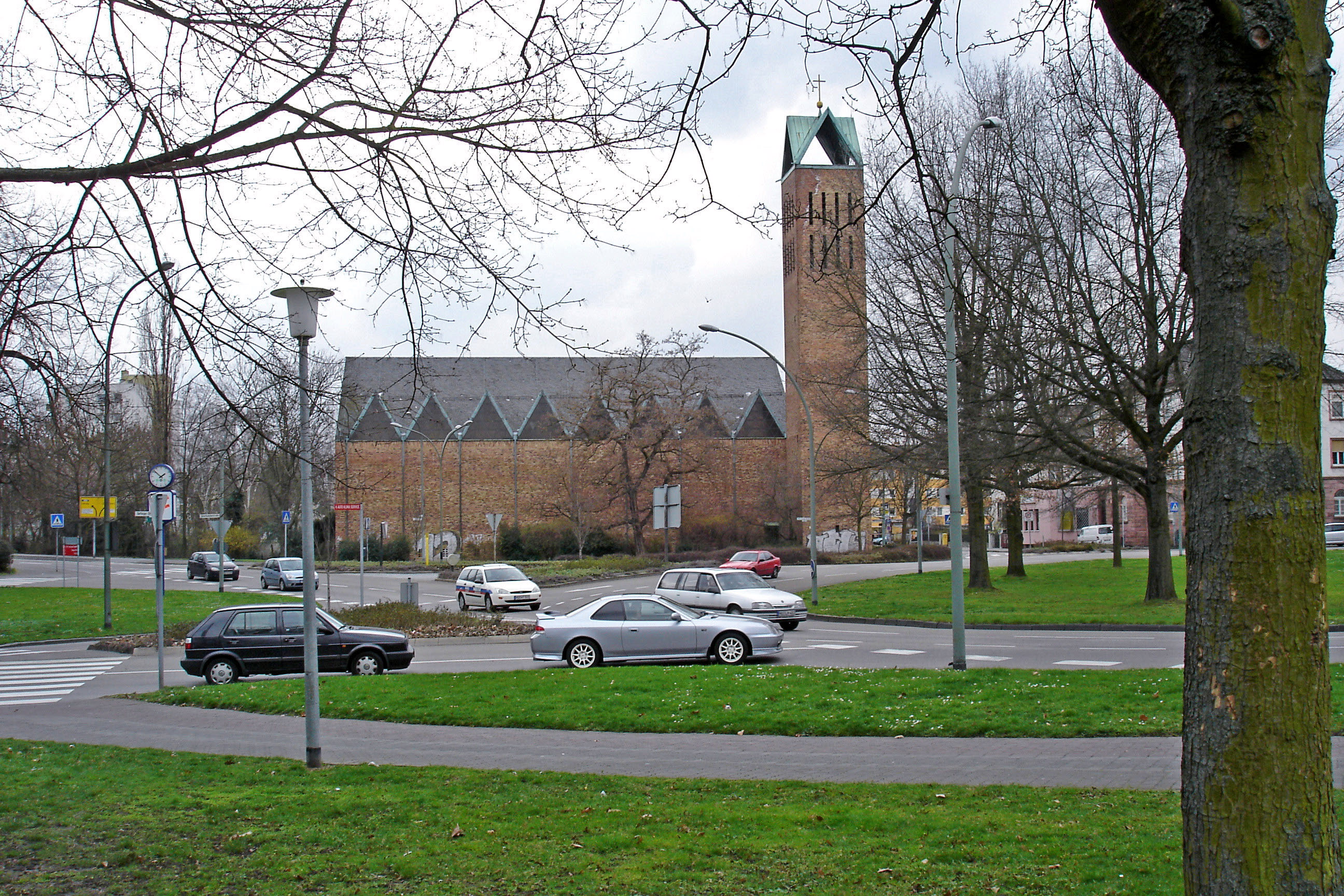
Christuskirche vom Kreisverkehr „Ehrensäule“ aus gesehen

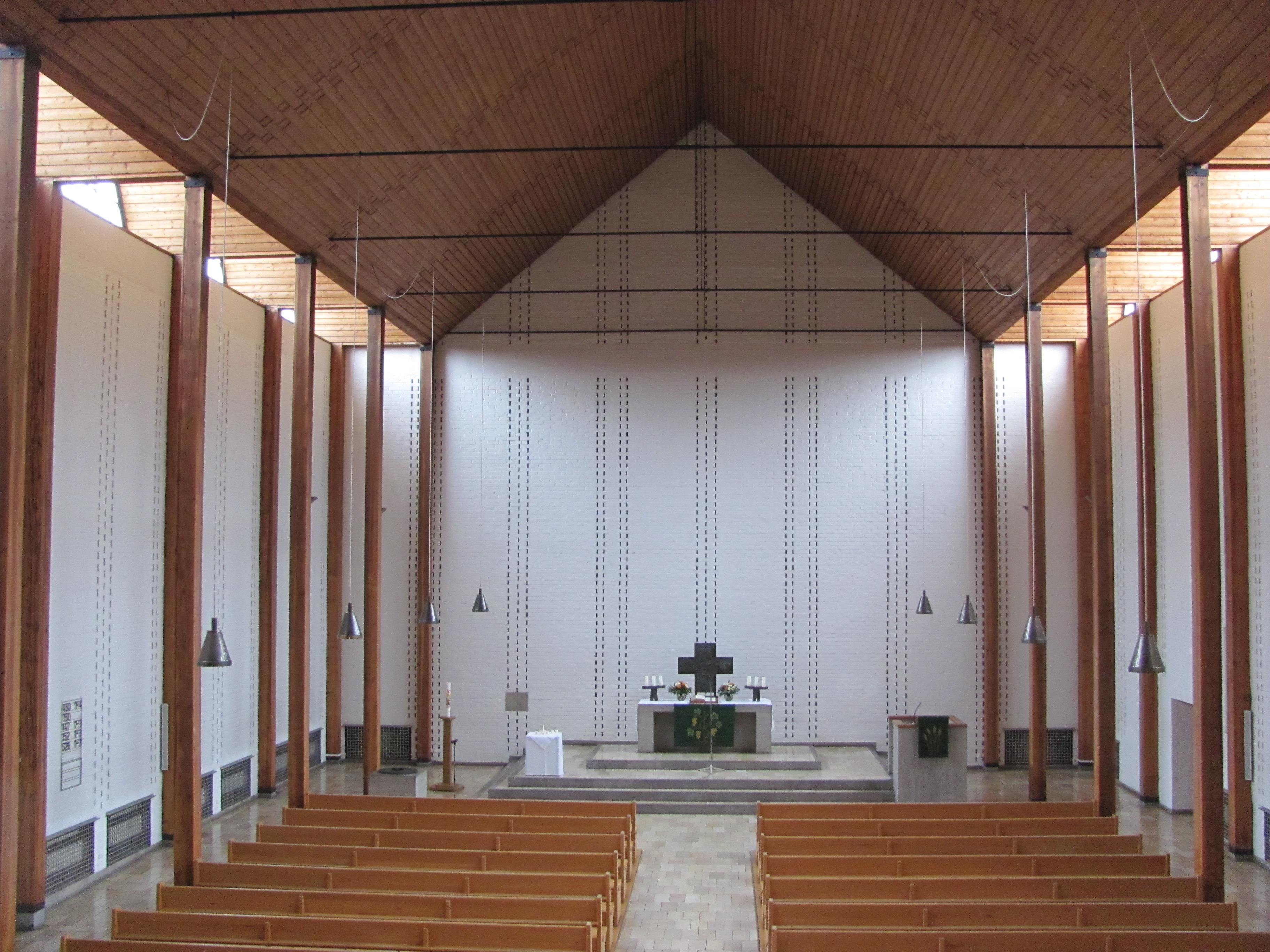
Christuskirche Innenraum

Die Christuskirche ist ein Kirchengebäude in Hanau.

## Lage
Die Kirche liegt am Kreisverkehr „Ehrensäule“, gegenüber dem Hauptfriedhof. Sie nimmt dort eine städtebaulich dominante Stellung ein.

## Geschichte
Die Gemeinde wurde 1929 aus der Marienkirche ausgegründet. Ihr Gemeindegebiet war damals ein in Richtung Osten expandierendes Wohngebiet, das so genannte „Freigericht-Viertel“. Die Gemeinde errichtete bis 1934 ein eher schlichtes, saalartiges Kirchengebäude an der Akademiestraße, westlich des heutigen Standortes für etwa 270 Gottesdienstbesucher. Diese erste Kirche stammte von dem Architekten Carl Cost. Sie wurde durch einen Bombenangriff im Zweiten Weltkrieg schwer beschädigt und bis 1948 wiederhergerichtet. Sie ist heute baulich teilweise im Gemeindezentrum erhalten, der ehemalige Kirchenraum ist jetzt der Gemeindesaal.
Die Gemeinde ist seit dem 1. Januar 2014 ein Bezirk der Evangelischen Stadtkirchengemeinde Hanau im Kirchenkreis Hanau der Evangelischen Kirche von Kurhessen-Waldeck.

## Das Gebäude
Das heutige Gebäude wurde ab 1961 errichtet, der Grundstein dazu am 5. März 1961 gelegt. Architekt war Johannes Ludwig, München.
Die Kirche erscheint nach außen als geschlossener Block, die Außenwände haben keine Fenster. Die Beleuchtung erfolgt über eine Reihe dicht angeordneter Zwerchgiebel im Dachbereich. Diese abweisend wirkende Form ist sicher auch der Lage der Kirche geschuldet, die mit ihrer Ostwand an die verkehrsreiche und damit laute B 43 grenzt. Der leicht abgesetzte Kirchturm wiederholt in seiner Dachform das Dreieck-Motiv der Zwerchgiebel. Sein Geläut darf nicht in vollem Umfang erklingen, da – wie sich nachträglich herausstellte – eine der Glocken mit der Eigenfrequenz des Turmes übereinstimmt und diesen daher zum Einsturz bringen könnte.
Der Innenraum, der etwa 600 Sitzplätze aufweist, wurde als konventionelle dreischiffige Basilika mit Orgelempore gestaltet und mit Kirchenbänken ausgestattet. Im Nachhinein hinterlässt das den Eindruck, als hätten die Erbauer versucht, sich mit hergebrachten Formen gegen die anbrandenden Neuerungen abzusichern: Etwa ab dem Zeitpunkt, ab dem die Kirche fertiggestellt war, wandelte sich das „Freigericht-Viertel“ zu einem bevorzugten Stadtteil für Migranten. Die Zahl der Mitglieder der Gemeinde schwand dramatisch von etwa 8000 auf ca. 1800 (2005). Die Kirche war bald und ist erst recht heute viel zu groß gemessen an der Zahl der Gemeindemitglieder. Das Gebäude ist Bestandteil der Gesamtanlage Birkenhainer Straße, Hauptfriedhof und Rondell Ehrensäule.
An der künstlerischen Ausstattung der Kirche sind das Altarkreuz und die Altarleuchter bemerkenswert, die von Albrecht Glenz geschaffen wurden.

## Wissenswert
In den Räumen der Christuskirche ist eine Gemeinde der Syrisch-Orthodoxen Kirche von Antiochien zu Gast.